# История античной эстетики
«История античной эстетики» — работа Алексея Фёдоровича Лосева, в которой даётся систематический анализ философских и эстетических учений античности. В основу метода изучения античной эстетики был положен принцип единства эстетики, философии и мифологии, который автор считал особенностью античного мировоззрения.

## История создания
«История античной эстетики» писалась и печаталась несколько десятков лет. Предпосылками для будущей «Истории античной эстетики» стали работы автора 20-х годов: «Античный космос и современная наука», «Философия имени», «Музыка как предмет логики», «Критика платонизма у Аристотеля», «Диалектика числа у Плотина», «Диалектика художественной формы», «Очерки античного символизма и мифологии», «Диалектика мифа». С 1922 по 1929 г. А. Ф. Лосев в качестве профессора Московской консерватории читает курс под названием «История эстетических учений», который охватывал не только античность, но и новоевропейскую эстетику. Кроме того, автор подготовил к печати «Принципы построения курса истории эстетических учений», рукопись, которая тогда не увидела света, так как была запрещена «Мосгублитом». В 1936 и 1940 годах были предприняты попытки опубликовать первую часть работы по античной эстетике, которые оказались неудачными. Во время войны рукопись «Истории античной эстетики» была утеряна в развалинах на дне огромной фугасной воронки, в которую рухнул дом автора в ночь с 11 на 12 августа 1941 года.
В 1944 году А. Ф. Лосев вернулся к текстам античных авторов, и работа над ними началась сразу в конце войны, когда подготавливалась «Эстетическая терминология ранней греческой литературы», вышедшая в 1954 году. Затем стала готовиться «Античная музыкальная эстетика» (вышла в 1960—1961 гг.). После войны автор снова начал строить здание «Истории античной эстетики». Все начиналось заново, но мощный фундамент уже давно был готов. I том — «Ранняя классика» — вышел в 1963 году, когда А. Ф. Лосеву было 70 лет. К своему 90-летию в 1983 году автор издал шесть томов «Истории античной эстетики» (1963—1980), удостоенных Государственной премии 1986 года. В год кончины А. Ф. Лосева в 1988 году был издан экземпляр VII тома (в двух книгах) «Истории античной эстетики». Последний VIII том (в двух книгах) был издан позднее: первая книга появилась в 1992 году, вторая — в 1994 году. Вместе с примыкающими работами «Эстетика Возрождения» (1978) и «Эллинистически-римская эстетика 1-2 вв. н. э.» (1979) всё десятитомное собрание общим объемом около 465 печатных листов не имеет аналога в мировой гуманитарной науке по широте охвата фактического материала, степени его систематизации и единству проводимых методологических принципов. "По сути, являющейся историей античной философии и вообще античной культуры" называла "Историю античной эстетики" проф. А. А. Тахо-Годи.

## Эстетика
Эстетика А. Ф. Лосевым понималась не столько как наука о прекрасном, сколько о выразительных формах бытия и о разной степени совершенства этой выразительности, которая может быть и безобразной (смешное, гротескное и ужасное). Древний миф, философская мысль античности и т. д. имеют свою собственную неповторимую выразительность. И чем древнее эта философская мысль, тем она выразительнее, то есть тем эстетичнее. В античной эстетике автор реализовал свою мечту, высказанную в 1930 году в книге «Очерки античного символизма и мифологии» — создать неповторимый облик античной культуры, ее своеобразный исторически сложившийся тип с опорой на множество фактов: философских, исторических, литературных, языковых, математически-астрономических, геометрически-музыкальных, фактов общественной жизни и повседневного быта и многих других.
Для античного человека, выросшего на телесных интуициях, самым прекрасным было живое материальное тело космоса с вечным, размеренным движением небесных сфер над неподвижной землей. Вся выразительность, то есть вся красота этого живого космоса заключается в геометрически-астрономических пропорциях и в музыкальной настроенности, рождающейся при вращении небесных сфер. Высшая красота для античного человека, погруженного в телесную стихию бытия, где боги обладают эфирным телом, обязательно космологична и одновременно мифологична, а, значит, космос есть предмет эстетического созерцания. Философия же как наука о космосе (натурфилософия) и человеке (антропология) как частица этого космического целого обязательно трактует о наивысшей выразительности этих космических сил, будь то огонь, вода, воздух, земля или эфир у ранних философов-досократиков, атомы Демокрита, или Ум Анаксагора, мир идей Платона, или Ум-перводвигатель Аристотеля. Выразительность, по мнению А. Ф. Лосева, есть слияние внутренне-идеального и внешне-материального в одну самостоятельную предметность.
Таким образом, А. Ф. Лосев в своей античной эстетике создает представление о целокупном, живом, телесном духе, о единстве материи и идеи, бытия и сознания в их историческом развитии, а значит, и решает проблему целостности античной культуры, в равной мере духовной и материальной.